# Professor Columbus
Professor Columbus ist ein deutscher Spielfilm aus dem Jahre 1968 mit Rudolf Platte in der Hauptrolle eines alten Aussteigers.

## Handlung
Der alte, ordnungsliebende Bibliothekar Reinhold Colbus hat ein Bündel Aktien geerbt und erhält für den Verkauf 12.000 DM, für die der alte Wal-Liebhaber ein Walfangschiff kauft, das in Holland vor Anker liegt. Mit ihm plant er, zu den Walgründen in die Antarktis zu schippern. Colbus verlässt seine Arbeitsstelle, um endgültig seinem alten Leben adieu zu sagen, sich vom Alltagstrott zu verabschieden und diesen verrückten Traum zu verwirklichen. Das Schiff will er „Walburga VII“ nennen. Als er in Amsterdam ankommt, muss Colbus erkennen, dass sein „Traumschiff“ doch eher einem rostigen, klapprigen Kahn entspricht. 
In diesem morschen Seelenverkäufer haben sich auch noch eine Reihe holländischer Hippies breitgemacht und ihr ganz persönliches Kifferparadies aufgebaut. Hasch-Partys, schwarze Messen und muntere Bäumchen-wechsel-dich-Spiele zwischen den jungen Männern und Mädchen bestimmen den Alltag der Flower-Power-Hippies. Doch bald ist der Alte nicht mehr entsetzt, sondern lässt sich von der rauschhaften Lebenseinstellung seiner Untermieter anstecken. Gemeinsam wollen Colbus und die Blumenkinder den vergammelten Pott wieder seetüchtig machen. Aus Colbus wird schließlich „Prof. Columbus“, ein Träumer auf Entdeckungsfahrt. Zwar macht die holländische Polizei dem Drogensumpf rasch ein Ende, doch schließlich kann der Alte seinen Traum verwirklichen und mit seinem Kutter in See stechen. An fernen Gestaden betritt er schließlich Neuland und tanzt losgelöst im Sand.

## Produktionsnotizen
Professor Columbus entstand Ende 1967 in der Bundesrepublik Deutschland und in den Niederlanden. Am 20. Mai 1968 passierte der Streifen die FSK-Prüfung, die Uraufführung war am 23. Mai 1968. 

## Kritik
„Der TV-Regisseur Rainer Erler, 35, hatte mit einer biederen Kriegskomödie ("Fast ein Held") im Kino debütiert; sein zweiter Film ist eine biedere Biedermann-Komödie.“

„…zeitgeistige(r) Hippie- und Aussteigerkomödie...“

„Eine schmalbrüstige Aussteigergeschichte im Geist der unruhigen 60er Jahre, gewaltsam auf Spielfilmlänge gebracht, mit einigen lauen satirischen Ansätzen.“

„Deutsches Jungfilmer-Kino, das alles das feilbietet, was Papas Kino auch schon aufwies: Phantasiemangel, Unfertigkeiten und Langeweile.“